# Begraafplaats van Tortefontaine
De Begraafplaats van Tortefontaine is een gemeentelijke begraafplaats in de Franse gemeente Tortefontaine in het departement Pas-de-Calais. De begraafplaats ligt in het zuidoosten van het dorpscentrum.

## Brits oorlogsgraf
Op de begraafplaats bevindt zich een Brits oorlogsgraf uit de Tweede Wereldoorlog. Het graf is geïdentificeerd en wordt onderhouden door de Commonwealth War Graves Commission. In de CWGC-registers is de begraafplaats opgenomen als Tortefontaine Communal Cemetery.